# Enrico Cardile
Enrico Cardile (Arezzo, Toscana; 5 de abril de 1975) es un aerodinámico italiano. Dirigió el Departamento de Aerodinámica de Fórmula 1 de la Scuderia Ferrari y tiene contrato para ser Jefe Técnico Oficial del equipo Aston Martin.

## Carrera
Cardile obtuvo una licenciatura en ingeniería aeroespacial en la Universidad de Pisa en 2002. Pasó otros tres años en la universidad colaborando con Ferrari en un proyecto de innovación aerodinámica. En 2005, se unió a Ferrari en proyectos GT, supervisando la aerodinámica. En 2016, pasó al equipo de Fórmula 1, donde trabajó como jefe de desarrollo aerodinámico y fue nombrado gerente de proyectos de vehículos al año siguiente.
En julio de 2024, se anunció que Cardile dejaba Ferrari para unirse a Aston Martin como nuevo Jefe Técnico Oficial. Sin embargo, Ferrari interpuso una demanda alegando que Cardile había violado su cláusula de no competencia al colaborar con Aston Martin. El Tribunal de Módena falló a favor de Ferrari, determinando que Cardile debe cesar cualquier trabajo con Aston Martin hasta el 18 de julio de 2025.